# Wonder Lake (Illinois)
Wonder Lake es una villa ubicada en el condado de McHenry en el estado estadounidense de Illinois. En el Censo de 2010 tenía una población de 4026 habitantes y una densidad poblacional de 262,31 personas por km².

## Geografía
Wonder Lake se encuentra ubicada en las coordenadas 42°22′37″N 88°20′58″O / 42.37694, -88.34944. Según la Oficina del Censo de los Estados Unidos, Wonder Lake tiene una superficie total de 15.35 km², de la cual 12.38 km² corresponden a tierra firme y (19.32%) 2.97 km² es agua.

## Demografía
Según el censo de 2010, había 4026 personas residiendo en Wonder Lake. La densidad de población era de 262,31 hab./km². De los 4026 habitantes, Wonder Lake estaba compuesto por el 94.78% blancos, el 0.35% eran afroamericanos, el 0.42% eran amerindios, el 0.97% eran asiáticos, el 0% eran isleños del Pacífico, el 1.96% eran de otras razas y el 1.52% pertenecían a dos o más razas. Del total de la población el 6.78% eran hispanos o latinos de cualquier raza.